# رون هويل
رون هويل (بالإنجليزية: Ron Howell)‏ (22 مايو 1949 بتوتنهام في المملكة المتحدة - ) هو لاعب كرة قدم بريطاني في مركز الوسط. لعب مع برايتون أند هوف ألبيون وسويندون تاون وكامبريدج يونايتد ونادي بارنت ونادي ميلوول ونادي كيترينغ تاون وTooting & Mitcham United F.C. ‏.